# Ludwinowo (Grande-Pologne)
Pour les articles homonymes, voir Ludwinowo.
Ludwinowo (prononciation : [ludviˈnɔvɔ], en allemand : Langmeil) est un village polonais de la gmina de Pępowo dans le powiat de Gostyń de la voïvodie de Grande-Pologne dans le centre-ouest de la Pologne.
Il se situe à environ 5 kilomètres au nord-ouest de Pępowo (siège de la gmina), à 11 kilomètres au sud-est de Gostyń (siège du powiat) et à 68 kilomètres au sud de Poznań (capitale régionale).

## Histoire
De 1975 à 1998, le village faisait partie du territoire de la voïvodie de Leszno.

Depuis 1999, Ludwinowo est situé dans la voïvodie de Grande-Pologne.